# Jeen de Jong
Jeen de Jong (Britsum, 5 januari 1996) is een Nederlands wielrenner.

## Carrière
Als junior werd De Jong in 2014 derde op het nationale kampioenschap op de weg, achter Jurjen Varkevisser en Julius van den Berg.
In 2018 won De Jong, als stagiair bij Monkey Town Continental Team, een etappe in de Ronde van Roemenië. De Moldaviër Nicolae Tanovițchii was solo als eerste over de finish gekomen, maar die zege werd hem door de wedstrijdjury afgenomen nadat hij gebruik had gemaakt van zijn volgauto om terug te keren na een mechanisch probleem. Na zijn stage bij de ploeg sloot De Jong in 2019 volledig aan bij de ploeg. Hij nam dat jaar deel aan onder meer de Ronde van Limburg en de Druivenkoers Overijse. Eind januari 2021 maakte hij, ondanks een contract bij ABLOC (de opvolger van Monkey Town), bekend te stoppen met wielrennen vanwege aanhoudend blessureleed. Na zijn stoppen werkte hij onder meer voor het Friesch Dagblad en als redacteur bij de wielerwebsite WielerFlits.
In 2024 maakte De Jong zijn terugkeer als wielrenner, bij Universe Cycling Team. Zijn eerste wedstrijd dat seizoen reed hij in de Verenigde Arabische Emiraten, waar hij aan de start stond van de Ronde van Sharjah en in de eerste etappe deel uitmaakte van de vroege vlucht. Later dat jaar nam hij deel aan onder meer de Ronde van Beauce en de Ronde van Istanbul.

## Quotes
"Tim Krabbé schrijft ergens dat er niets mooiers is dan in de 'beslissende' kopgroep te zitten. Dat klopt niet. Het allermooiste is onderdeel zijn van welke kopgroep dan ook - beslissend of niet - en merken dat je de sterkste bent. In het pijnigen van je tegenstanders ligt het ultieme wielergenot. De rest is bijzaak."

## Overwinningen
2018
3e etappe Ronde van Roemenië

## Ploegen
- 2018 –  Monkey Town Continental Team (stagiair vanaf 21 augustus)
- 2019 –  Monkey Town-à Bloc CT
- 2020 –  ABLOC CT
- 2021 –  ABLOC CT (tot 25 januari)
- 2024 –  Universe Cycling Team
- 2025 –  Universe Cycling Team